# I Am the Man
I Am the Man er en amerikansk stumfilm fra 1924 af Ivan Abramson.

## Medvirkende
- Lionel Barrymore som James McQuade
- Seena Owen som Julia Calvert
- Gaston Glass som Daniel Harrington
- Martin Faust som Robert McQuade
- Flora le Breton som Corrine Stanton
- James Keane som George Lawson
- Joseph Striker som Billy Gray